# Kasteel Kačina
Kasteel Kačina is een kasteel en zomerresidentie in de gemeente Svatý Mikuláš, een km ten noorden van Nové Dvory in de Okres Kutná Hora van  Tsjechische Republiek. Het werd begin 19e eeuw gebouwd naar het voorbeeld van het keizerlijke lustslot Gattschina bij St. Petersburg. Het geldt als het belangrijkste bouwwerk in empirestijl in Bohemen. Het is omgeven door een park in Engelse landschapsstijl met orangerie. 
In het kasteel bevindt zich onder andere een landbouwmuseum.
Bijzonder zijn :
- de cirkelvormige bibliotheek met zuilengalerij en atlanten
- het theater met 19e-eeuwse decors en technieken

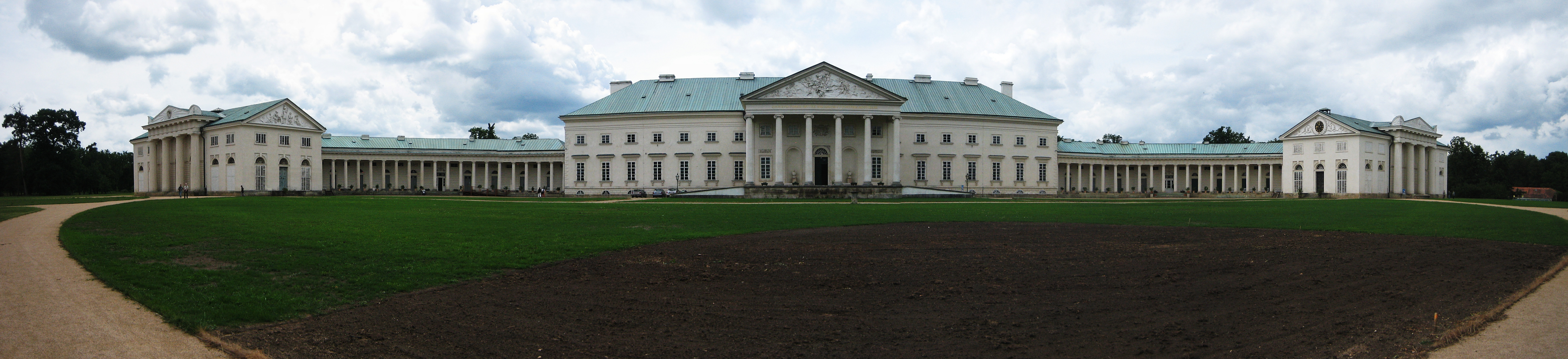
overzicht

Functioneel is het kasteel verdeeld in drie delen:
- het hoofdgebouw met ontvangstruimtes, waar ook de familie verbleef
- aan beide zijden vleugels in kwartcirkelvorm met colonnades met daarin de gastenkamers
- Aan de uiteinden van de vleugels telkens een ruim paviljoen : rechts met kapel en theater, links met bibliotheek

## Geschiedenis
Het kasteel werd gebouwd van 1802 tot 1822 in opdracht van Johann Rudolph Chotek von Chotkow 
volgens het ontwerp van de architect Christian Friedrich Schuricht. Het idee om op een heuvel zonder water dergelijk kasteel te bouwen leek moeilijk uitvoerbaar wegens de enorme kosten voor de wateraanvoer. Toch werd hier een opmerkelijk en schilderachtig bouwwerk in het landschap ingepast.
Bij de onteigening in 1948door de Tsjechoslowaakse staat was het nog in bezit van de Zuidtiroolse tak van de familie Chotek : de Thun und Hohenstein's.